# Chintulov Ridge
Chintulov Ridge (englisch; bulgarisch Чинтулов хребет Tschintulow) ist ein felsiger, in nordnordwest-südsüdöstlicher Ausrichtung 6,9 km langer, 2,6 km breiter und bis zu 850 m hoher Gebirgskamm in den Aristotle Mountains an der Oskar-II.-Küste des Grahamlands auf der Antarktischen Halbinsel. Er ragt aus den südöstlichen Ausläufern des Mount Sara Teodora in einer Entfernung von 5,78 km südsüdöstlich dessen Gipfels, 5,07 km nordwestlich des Hitrino Ridge, 11,46 km nördlich des Bildad Peak und 12,58 km ostnordöstlich des Mount Fedallah auf. Der Ambergris-Gletscher liegt westlich, der Flask-Gletscher und einer seiner Nebengletscher südlich bzw. östlich von ihm.
Britische Wissenschaftler kartierten ihn 1976. Das Die bulgarische Kommission für Antarktische Geographische Namen benannte ihn 2013 nach dem bulgarischen Dichter Dobri Tschintulow (1822–1886) in Verbindung mit der Ortschaft Tschintulowo im Südosten Bulgariens.